# Hellmuth Heyden
Hellmuth Heyden (* 18. Januar 1893 in Greifswald; † 18. März 1972 in Stralsund) war ein deutscher Theologe und Kirchenhistoriker.

## Leben
Hellmuth Heydens Vater war ein Wachtmeister der Gendarmerie, der kurz nach der Geburt Hellmuth Heydens nach Altdamm versetzt wurde. Hier besuchte Hellmuth Heyden eine private höhere Knabenschule und von 1905 bis 1911 das Marienstiftsgymnasium in Stettin, wo zu dieser Zeit der Historiker Martin Wehrmann lehrte. 1911 nahm er in an der Universität Greifswald ein Theologiestudium auf, das er 1913 an den Universitäten Tübingen und Halle fortsetzte und 1914 bis 1915 in Greifswald beendete.
Nach dem Militärdienst von Juni bis Herbst 1915, den er als Lazaretthilfsseelsorger in Stettin und Neustettin ableistete, wurde er Kaplan am Militärkrankenhaus im Stettiner Stadtteil Frauendorf (Golęcin), später in Neustettin.
Er legte 1915 das erste und 1917 das zweite theologische Examen ab. Ab 1917 war er als Hilfsprediger tätig; am 27. Januar 1918 wurde er von Generalsuperintendent Johannes Büchsel in der Stettiner Schlosskirche ordiniert und danach zum Pfarrer an der Bugenhagenkirche gewählt, ab 1919 war er dort als dritter Pfarrer tätig. Daneben arbeitete er als Redakteur des Wochenblattes Das evangelische Stettin und der Blätter für pommersche Kirchengeschichte. Er war Mitglied der Gesellschaft für pommersche Geschichte, Altertumskunde und Kunst.
Er heiratete im Jahr 1921 Elisabeth Matz, mit der er eine Tochter und einen Sohn hatte.
Hellmuth Heyden betreute 1943 die aus Stettin evakuierten Konfirmanden in Grimmen, Tribsees, Demmin und Altentreptow, kehrte aber nach Kriegsende nach Stettin zurück. Nach seiner Vertreibung aus Stettin im Spätsommer ging er zunächst nach Grimmen und wurde noch im selben Jahr Pastor in Richtenberg. Ab 1947 war er kommissarisch, ab 1949 offiziell Superintendent des Kirchenkreises Franzburg.
Im Jahr 1953 erhielt er die Ehrendoktorwürde der Universität Greifswald, an der er von 1954 bis 1967 Theologie und Kirchengeschichte unterrichtete.
Im Jahr 1960 zog er nach Stralsund, wo er 1972 starb.
Sein Nachlass befindet sich im Landeskirchlichen Archiv der Pommerschen Evangelischen Kirche in Greifswald.

## Werk (Auswahl)
Hellmuth Heyden veröffentlichte zahlreiche Werke zur Kirchengeschichte Pommerns.
- Kirchengeschichte von Pommern. Stettin 1937/1938, 2 Bd.
- Kirchengeschichte Pommerns, 2. umgearbeitete Auflage (= Osteuropa und der deutsche Osten; 5), Köln 1957, 2 Bd.
- Die Kirchen Stettins und ihre Geschichte. 1936.
- Die Kirchen Stralsunds und ihre Geschichte. 1961.
- Die Kirchen Greifswalds und ihre Geschichte. Evangelische Verlagsanstalt, Berlin 1965.
- Die evangelischen Geistlichen des ehemaligen Regierungsbezirkes Stralsund (= Band 3 zu Die evangelischen Geistlichen Pommerns von der Reformation bis zur Gegenwart von Hans Moderow und Ernst Müller, Stettin 1903–1912)
  - [Band 3,1] Insel Rügen, Greifswald: Panzig 1956.
  - [Band 3,2] Kirchenkreise Barth, Franzburg und Grimmen, Greifswald: Panzig 1959.
  - [Band 3,3] Die Synoden Greifswald-Land, Greifswald-Stadt. Als Ms. gedr., Greifswald: Panzig 1964.
  - [Band 3,4] Die Synoden Wolgast, Stralsund, Loitz. Als Ms. gedr., Greifswald: Panzig 1973.
- Pommersche Geistliche vom Mittelalter bis zum 19. Jahrhundert (= Veröffentlichungen der Historischen Kommission für Pommern, Reihe 5, Forschungen zur pommerschen Geschichte; 11), Köln: Böhlau 1965.